# Ингашет
Ингаше́т — деревня в Тайшетском районе Иркутской области России. Входит в состав Шелеховского муниципального образования.

## Происхождение названия
Предположительно, основа инга эвенкийская и означает галька, песчано-галечный берег, при этом шет — явно коттоязычный элемент, означающий река.

## География
Деревня находится на расстоянии примерно 36 км к юго-западу от города Тайшет, административного центра района.

## Население
| 2002 | 2010 | 2011 | 2012 |
| ---- | ---- | ---- | ---- |
| 95   | ↘78  | →78  | ↘76  |

### Половой состав
По данным Всероссийской переписи, в 2010 году в деревне проживало 78 человек (47 мужчин и 31 женщина).